# Fernando Ferreira Gomes
Fernando Ferreira Gomes (Porto Alegre, 30 de maio de 1830 — Porto Alegre, 28 de dezembro de 1896) foi um educador brasileiro. 
Filho de Vicente Ferreira Gomes e Francisca Vélez Gomes, foi batizado em 22 de janeiro de 1831, tendo por padrinho o tenente coronel Francisco Diogo Vélez, representado na ocasião pelo sargento-mor  Antônio José Ramos, e a madrinha foi dona Rita de Cássia de Almeida Corte Real, irmã do coronel Afonso José de Almeida Corte Real.
Ficou órfão de pai aos oito anos, morto na Revolução Farroupilha, e acabou indo para o Rio de Janeiro a convite de seu padrinho, que lá se encontrava. A morte do seu padrinho depois de treze anos o levou a uma nova série de privações. Foi assim lecionar em uma escola em Vassouras.
Depois, retornando a Porto Alegre, fundou o Colégio Gomes, muito conceituado na época e onde estudaram personalidades como Júlio de Castilhos, Ernesto Alves, general Bibiano Costallat e José Caetano Pinto, entre outros.
Fechado o colégio, passou a lecionar em outras escolas da cidade. Foi membro da Sociedade Partenon Literário. Faleceu logo depois e Júlio de Castilhos, então presidente da província, determinou que seu funeral fosse pago pelo Estado.
Era primo dos irmãos educadores Apolinário Porto-Alegre e Apeles Porto-Alegre.